# Мале-Сракане
Мале-Сракане (хорв. Male Srakane) — название острова в хорватской части Адриатического моря, относится к Приморско-Горанской жупании. Административно принадлежит городу Мали-Лошинь. Население — только 2 человека.

## География
Остров вытянут с северо-запада на юго-восток. Самая южная точка — мыс Шило. В нескольких сотнях метров к юго-западу лежит остров Веле-Сракане, отделенный проливом Жаплич, а за 5 км в этом же направлении — Уние. На востоке находится остров Лошинь, отделённый Унийским каналом шириной около 2 км. В 5 км юго-западнее расположен остров Сусак, а на западе — открытое море. Площадь Мале-Сракане составляет 0,605 км². Длина береговой линии — 3,92 км. Самая высокая точка — 30 м.